# NGC 6948
NGC 6948 ist eine Spiralgalaxie vom Hubble-Typ Sa im Sternbild Indianer am Südsternhimmel. Sie ist schätzungsweise 143 Millionen Lichtjahre von der Milchstraße entfernt.
Das Objekt wurde am 24. Juli 1835 von John Herschel entdeckt.